# Apogonia batjana
Apogonia batjana är en skalbaggsart som beskrevs av Moser 1913. Apogonia batjana ingår i släktet Apogonia och familjen Melolonthidae. Inga underarter finns listade i Catalogue of Life.